# Karl Tiedt
Karl Tiedt (* 23. Juni 1881 in Rostock; † 18. November 1938 in Berlin-Tiergarten) war ein kommunistischer Politiker und Sexualreformer.
Der aus einer bürgerlichen Familie stammende Tiedt besuchte das Gymnasium und trat mit 18 Jahren der SPD bei. Während des Ersten Weltkrieges schwer verwundet radikalisierte er sich und schloss sich 1917 der USPD an. 1919 gründete er den Internationalen Bund der Kriegsbeschädigten und Körperbehinderten, welcher später in Internationaler Bund der Opfer des Krieges und der Arbeit umbenannt wurde, und wurde dessen erster Vorsitzender und Herausgeber von dessen Zeitung. 1920 kam er mit der USPD-Mehrheit zur KPD, in welcher er zum linken Flügel zählte.
1925 rückte Tiedt für den verstorbenen Emil Eichhorn in den Reichstag nach. Im gleichen Jahr begann er auch mit der Herausgabe der sexualreformerischen Zeitschrift Die Ehelosen, aus diesem Grunde (da die Zeitschrift nach Ansicht der Parteiführung den Straftatbestand der Kuppelei erfüllte) und wegen seiner Zugehörigkeit zur linken Opposition gegen den Kurs der Thälmann-Führung wurde er im August 1926 aus der Partei ausgeschlossen und schloss sich der Parlamentsgruppe der Linken Kommunisten an. Die KPD kritisierte er dabei als „Gegner freiheitlicher moralischer Ansichten“.
1927 überwarf sich Tiedt auch mit den Linken Kommunisten und agierte von nun an als fraktionsloser Abgeordneter, auch verlor er den Vorsitz des Internationalen Bundes der Opfer des Krieges und der Arbeit an den auf KPD-Linie stehenden Hugo Gräf und gründete eine unbedeutende Abspaltung dieses Verbandes. Nach dem Verlust des Reichstagsmandates 1928 spielte Tiedt in der Politik keine Rolle mehr.